# Adele von Gunesch

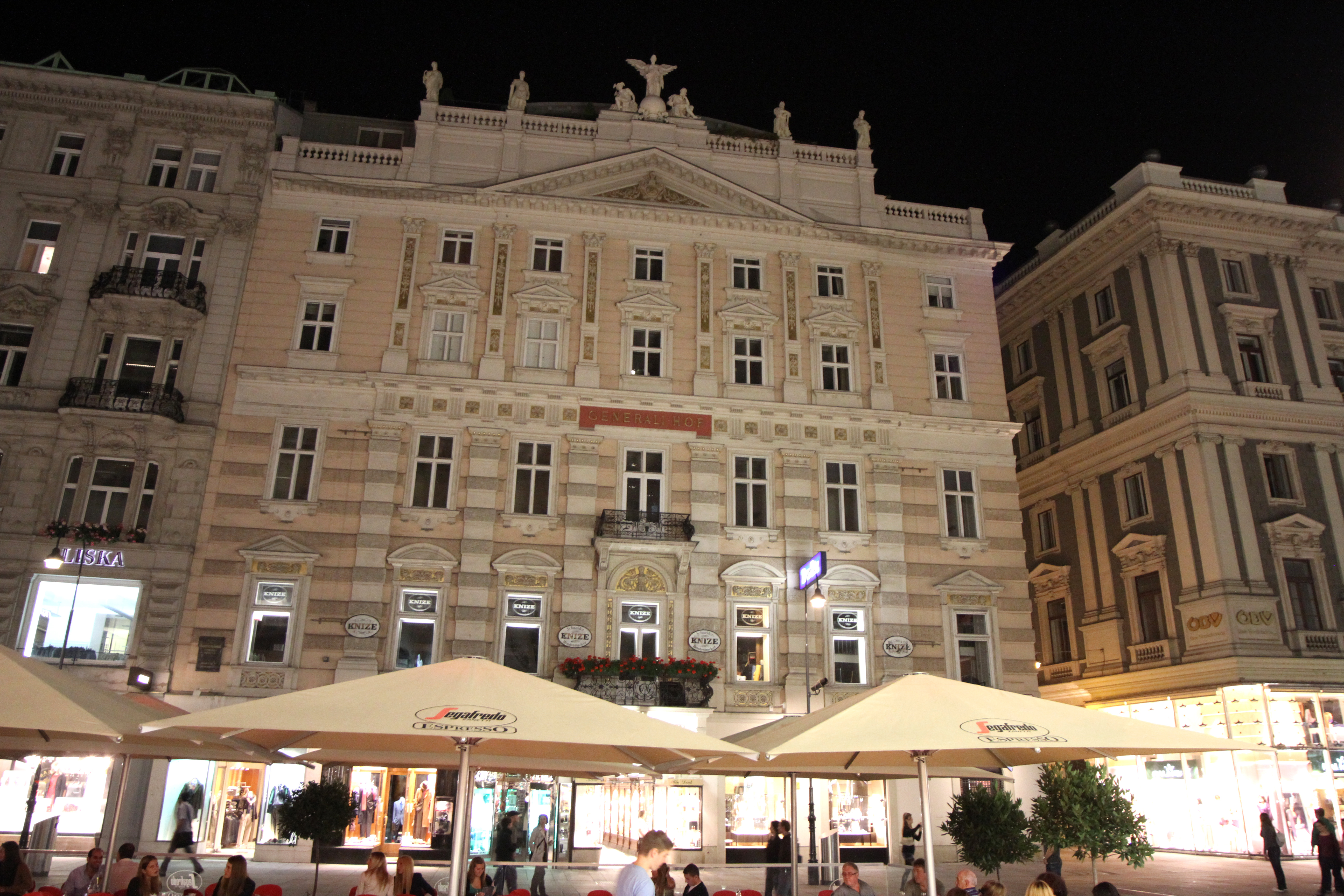
Haus Graben 13, ehemals Sitz des Lehr- und Erziehungsinstituts Gunesch

Friederike Adele Louise Wilhelmine Julie von Gunesch (* 7. Februar 1832 in Wien; † 9. September 1873 in Neuwaldegg) war eine österreichische Pädagogin.
Adele von Gunesch war die Tochter von Andreas von Gunesch, des evangelisch-lutherischen Superintendenten von Wien, und dessen Ehefrau, einer Tochter des Erfinders Paul Traugott Meißner. Sie gründete 1871 gemeinsam mit ihrer Schwester Alma von Gunesch (1846–1909) das Lehr- und Erziehungsinstitut Gunesch am Graben 13 in Wien. Diesem war eine Volksschule angeschlossen, das 1880 in eine Bürgerschule mit zwei Fortbildungsklassen und 1910 in ein Gymnasium umgewandelt wurde. Dieses „Lyzeum Gunesch“ bestand bis 1920, das Lehr- und Erziehungsinstitut Gunesch noch bis 1931. In der Zeit vor dem Ersten Weltkrieg galt das Institut als eines der angesehensten Internate in Wien.